# Aclaramiento de creatinina
El aclaramiento de creatinina es una prueba de laboratorio que se hace con el fin de monitorizar el funcionamiento de los riñones. Sirve para valorar el grado de insuficiencia renal.

## Metodología
Se recoge la orina de 24 horas, junto con una muestra de sangre y se comparan ambas cantidades. El aclaramiento de creatinina o filtración glomerular depende mucho de la edad y del peso de cada persona. Su principal utilidad es ver la evolución de la insuficiencia renal. 
La fórmula para calcular el aclaramiento es: UCr (mg/dl) x Vu (ml) x 1,73 /SCr (mg/dl) x 1440 x S, con lo que se obtiene la filtración glomerular en mililitros/minuto. 
- ACr es aclaramiento de creatinina.
- UCr es creatinina en orina.
- Vu es volumen de orina.
- SCr es creatinina en suero.
- S es superficie corporal.

Los valores normales están entre 88 y 128 ml/min.

### Estimación usando la fórmula Cockcroft-Gault
La fórmula Cockcroft-Gault puede emplearse para estimar el aclaramiento de creatinina, que a su vez estima el índice de filtración glomerular (IFG):
{\displaystyle {\mbox{Indice de filtración glomerular}}={\frac {{\mbox{(140 - edad)}}\times {\mbox{peso (en kilogramos)}}}{{\mbox{72}}\times {\mbox{creatinina en plasma (en mg/dl)}}}}\times {\mbox{0.85 si es mujer}}}
- Datos: Q5656693